# Frederik Riise
Frederik Riise (8. prosince 1863, Svatý Tomáš – 11. ledna 1933, Gentofte) byl dánský fotograf a kurátor. Byl známým portrétním fotografem a je také připomínán pro své četné fotografie budov, ulic a památek v Kodani.

## Životopis
Riise se narodil 8. prosince 1863 na ostrově Svatého Tomáše v Dánské Západní Indii, jako syn lékárníka Alberta Heinricha Riise (1810–1882) a Henrietty M. Worm (1821–1889). Přihlásil se na univerzitu v Kodani, kde studoval zoologii, ale studium ukončil, aby převzal bratrovo fotografické studio v Kodani.

## Fotografické studio
Riiseho starší bratr Harald Riise (17. října 1856 - 14. ledna 1892) se vyučil fotografem a cestoval do Austrálie přes Londýn kolem roku 1881, usadil se v H Hobartu, kde si ve spolupráci s Henrym Walterem Barnettem otevřel fotografický ateliér. V roce 1885 se vrátil do Dánska, kde si na Amagertorv 6 otevřel fotografický ateliér. Později byl postižen duševní nemocí a hospitalizován v nemocnici Sankt Hans. Fotografické studio z roku 1888 dále provozoval Frederik Riise, původně pod jménem H. Riises Eftfølger (nástupce H. Riise), ale přibližně po roce pod svým vlastním jménem. Studio se v roce 1897 přemístilo na Vimmelskaftet 42 a v letech 1909–13 se nacházelo na adrese Amagertorv 33.

## Další aktivity
Riise byl od roku 1891 do roku 1996 členem představenstva společnosti Dansk fotografisk forening a po určitou dobu působil jako viceprezident asociace. V letech 1907–1916 byl členem představenstva společnosti Industriforeningen. Tam se více seznámil s prací s pořádáním výstav. Byl komisařem na zemědělské výstavě 1913 v Landskroně, baltské výstavě 1014 v Malmö, světovou výstavu 1922 v Rio de Janeiru a mezinárodní výstavou moderního dekorativního a průmyslového umění 1925 v Paříži. 
Riise sloužil jako exspektor v lazaretovém táboře pro válečné zajatce v Haldu v letech 1917–1918.
V roce 1911 byl zvolen prezidentem Historicko-technické společnosti a pracoval na vytvoření sbírky historických technických nástrojů a zařízení. Část sbírky byla později zařazena do sbírek Fanish Technical Museum v Helsingøru. 

## Osobní život
Riise si vzal Annu Dorotheu Christine Westergaard (23. listopadu 1860? - 29. července 1939), dceru státního úředníka Christiana Jørgensena Worma (1824–1894) a Anny Rebeccy Martiny Elisabethy Bille (1831–1889), 5. dubna 1889 v kostele Holmen. Rozvedli se v roce 1912. 
Riise v roce 1914 získal ocenění Rytíř Řádu Dannebrog. Zemřel 11. ledna 1933 v Gentofte a je pohřben na hřbitově Solbjerg Park ve Frederiksbergu.

## Galerie

### Kodaň

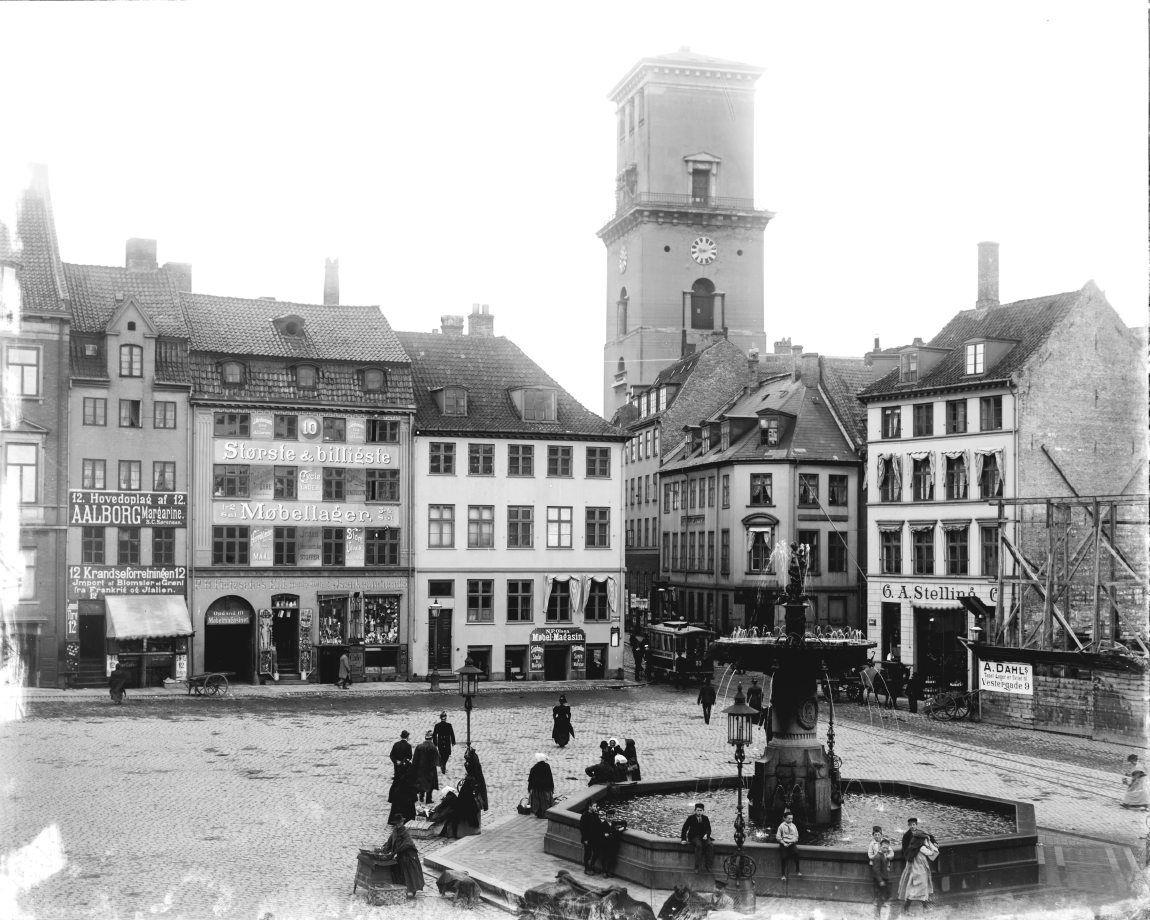
Gammeltorv
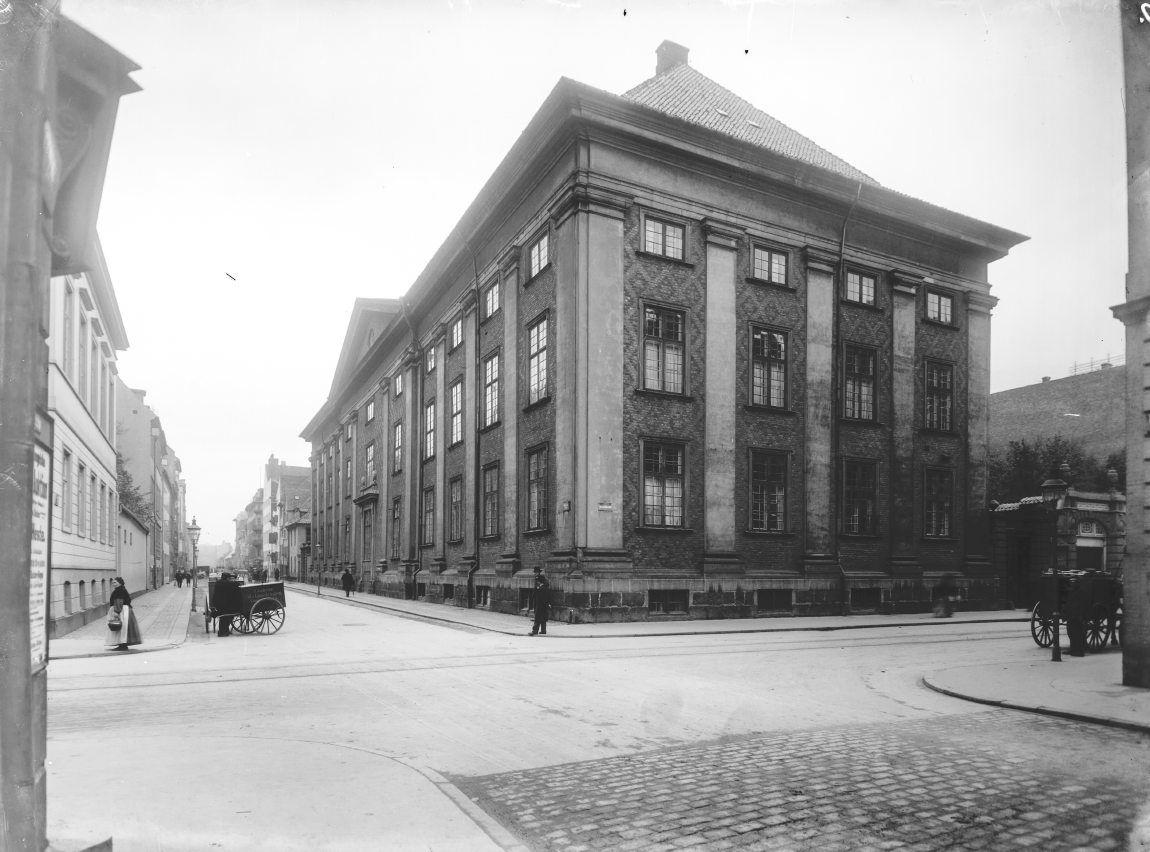
Østre Landsret
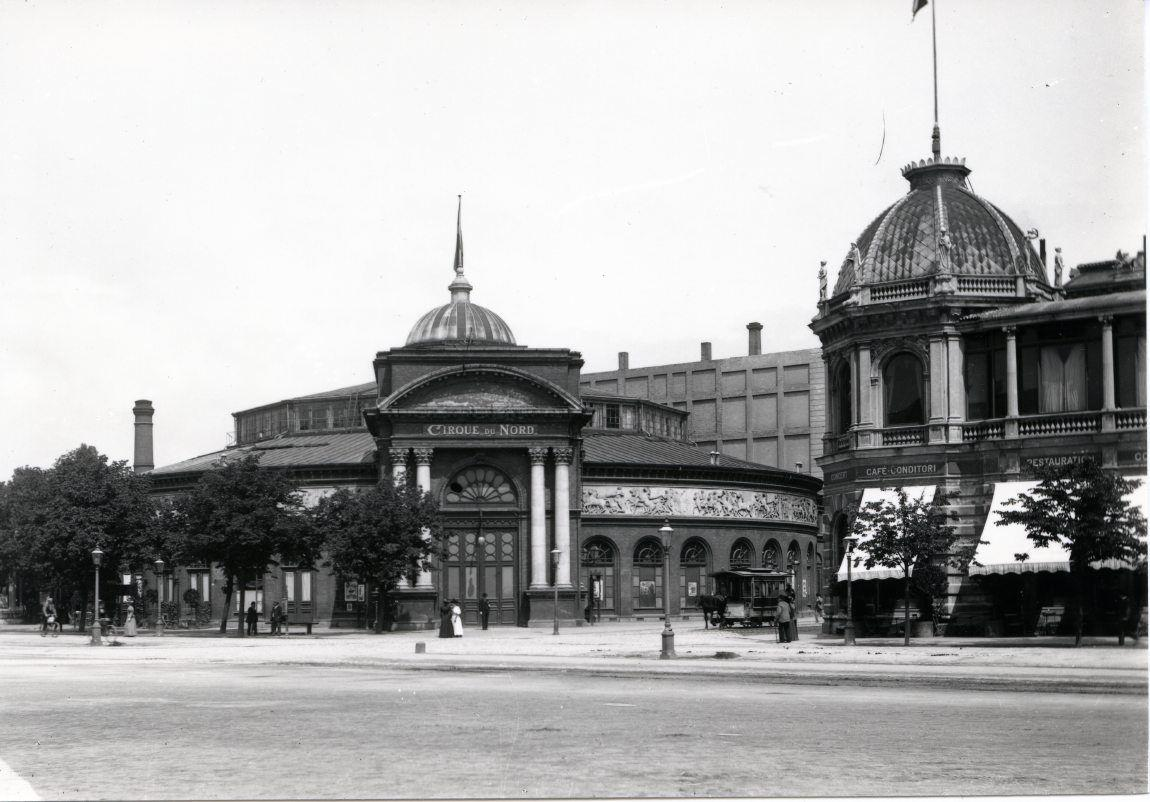
Budova Cirkusu
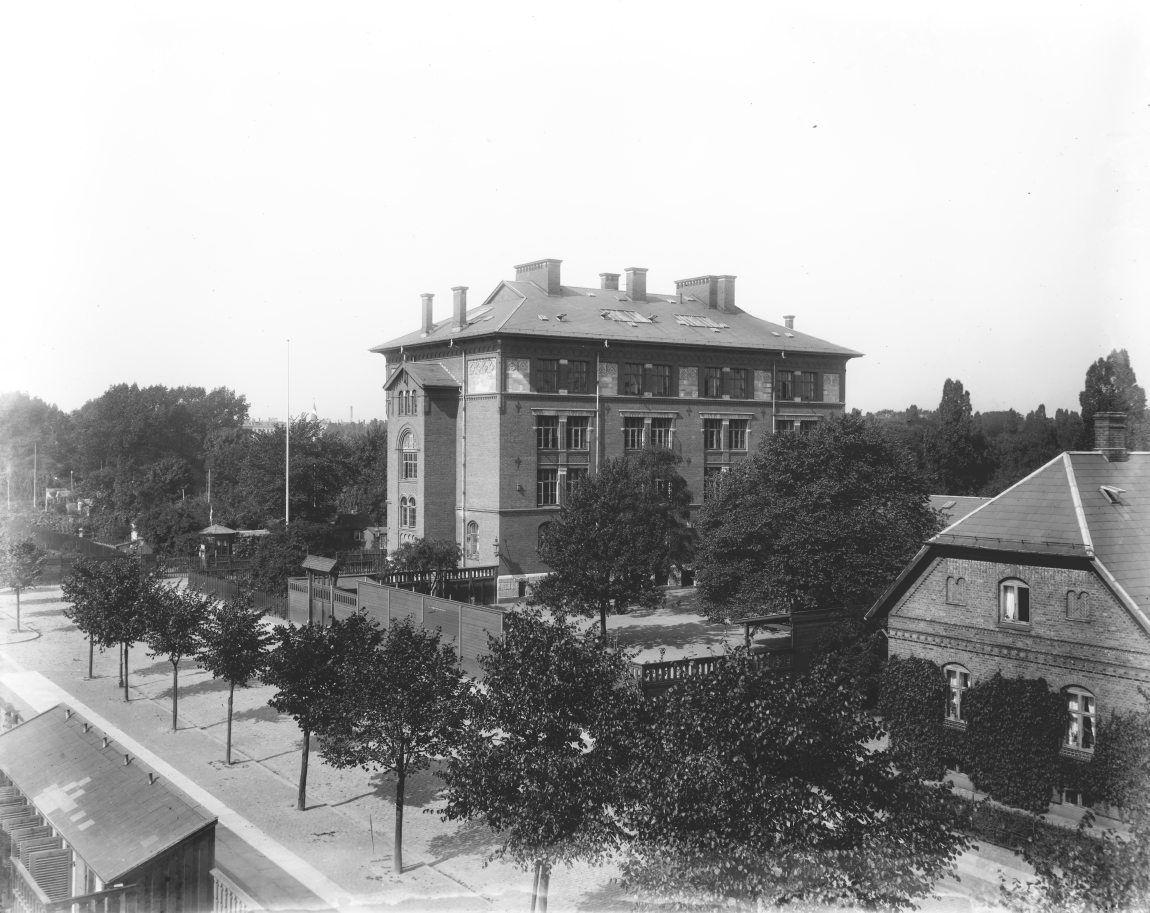
Hans Tavsens Gade
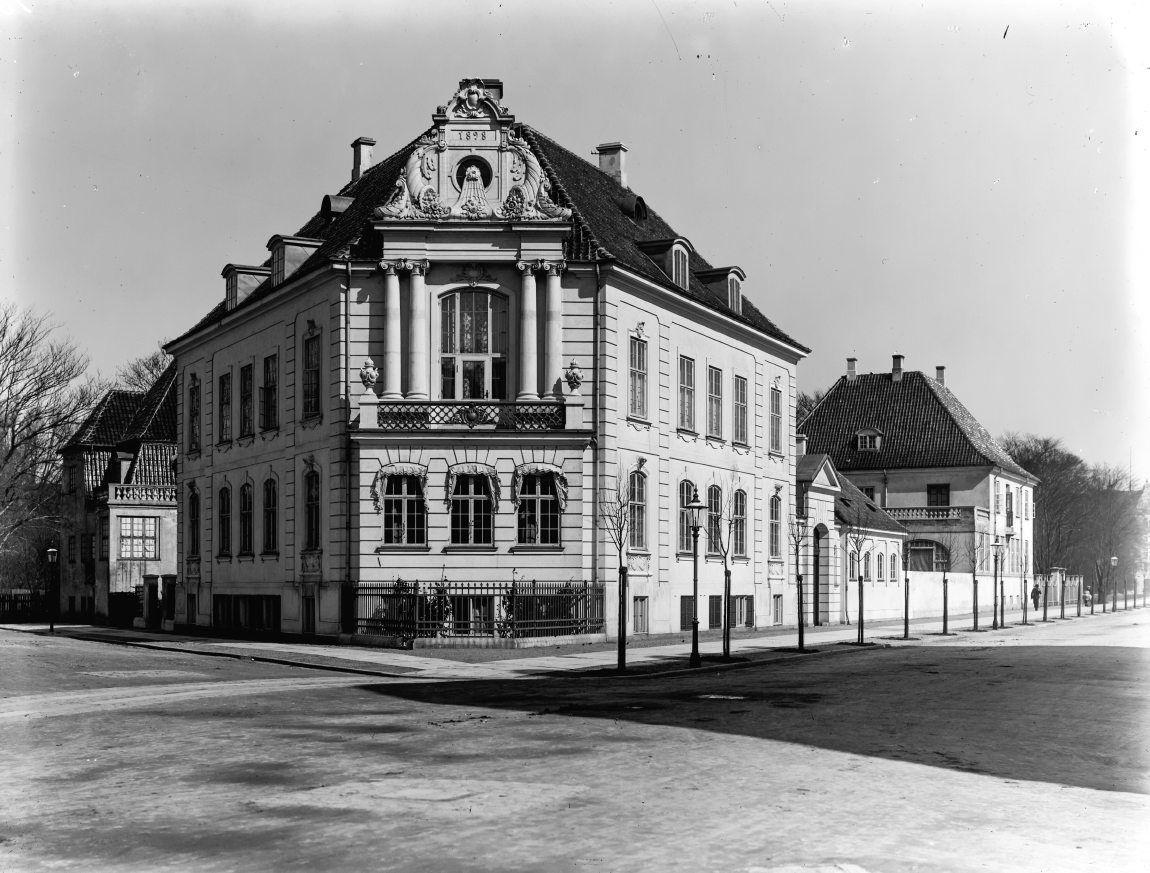
Dům Emila Vetta
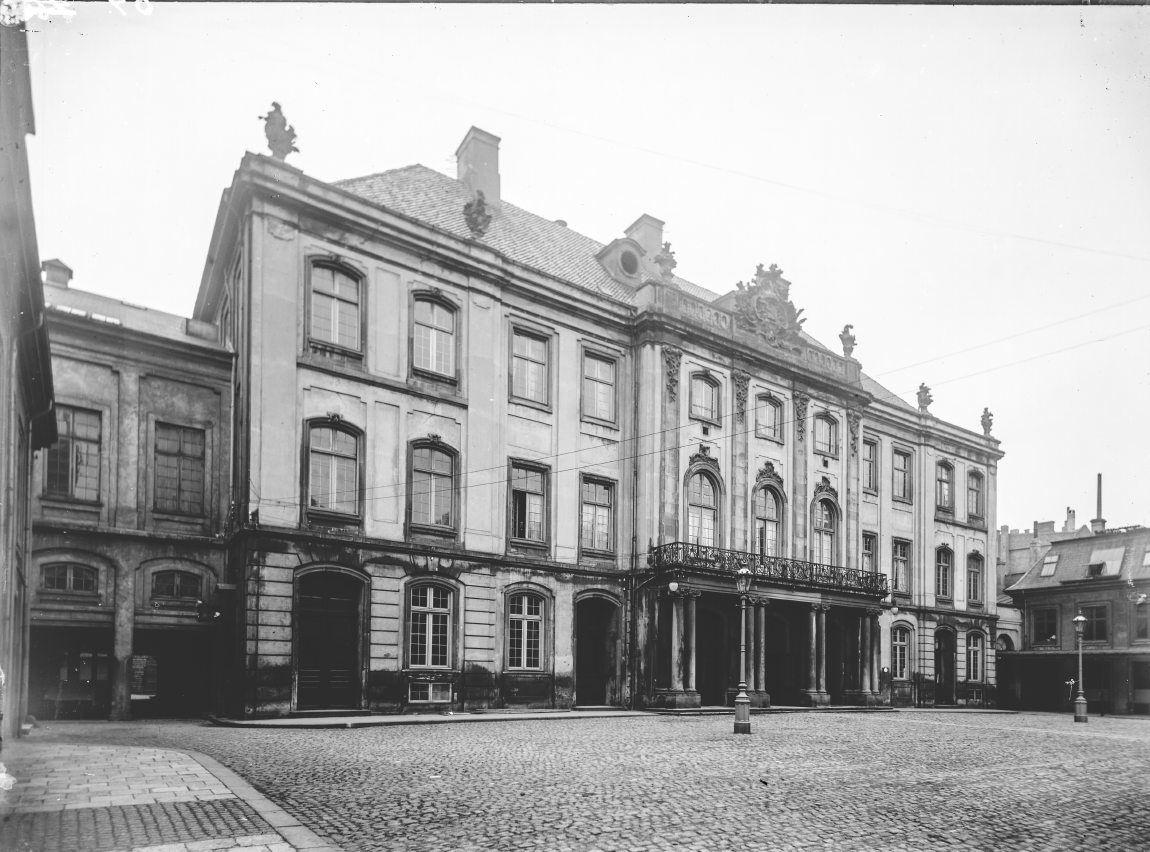
Koncertpalæet
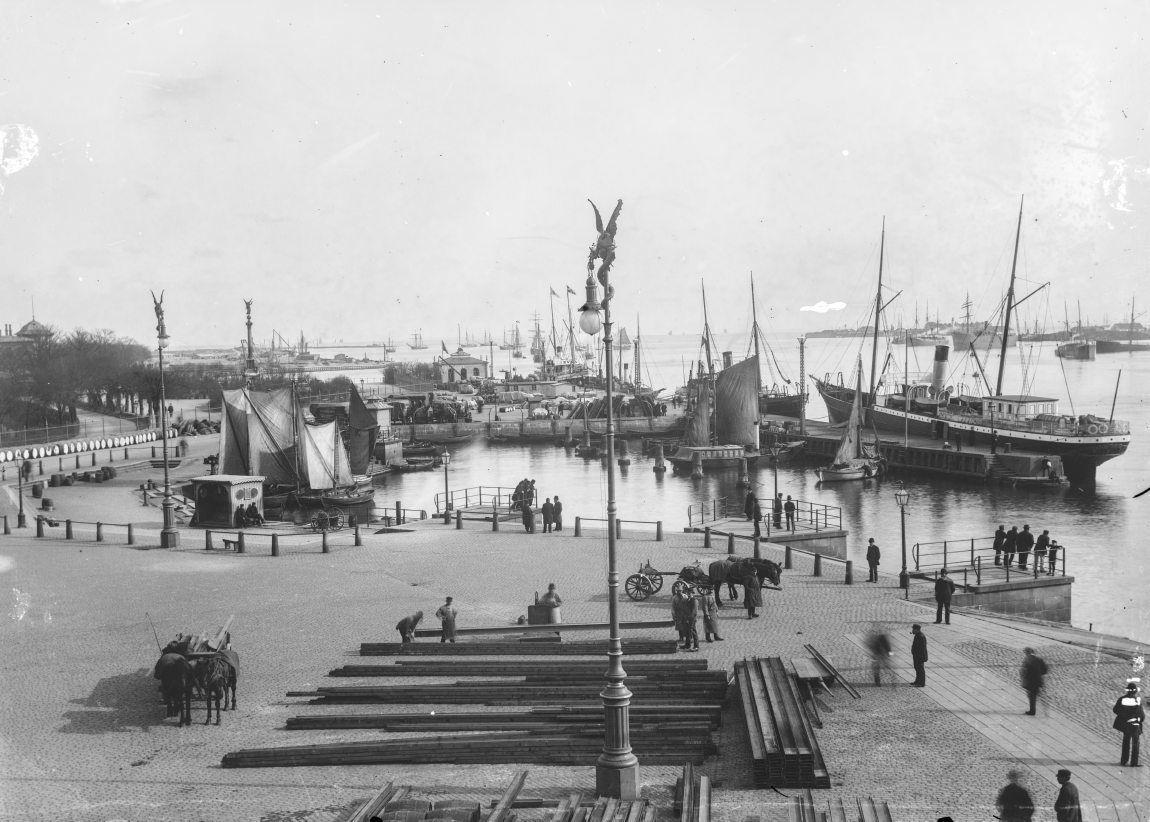
Nordre Toldbod
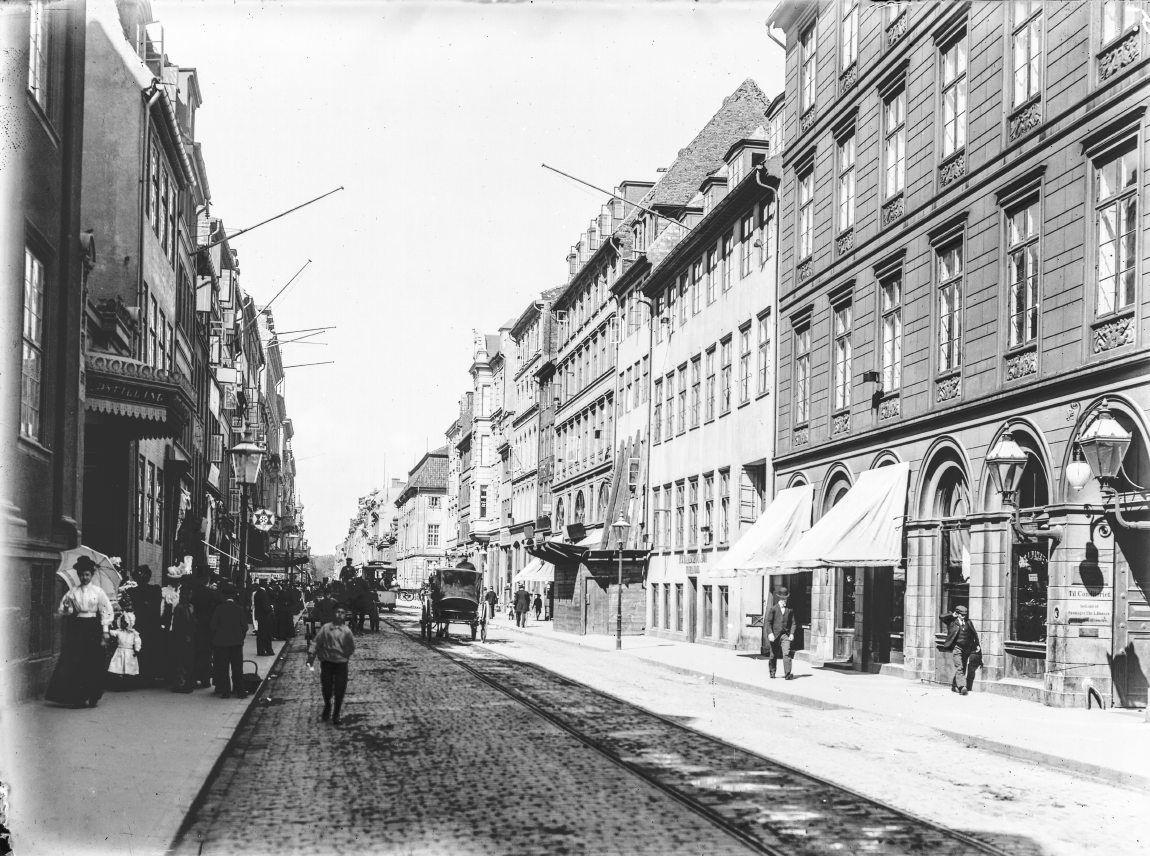
Bredgade
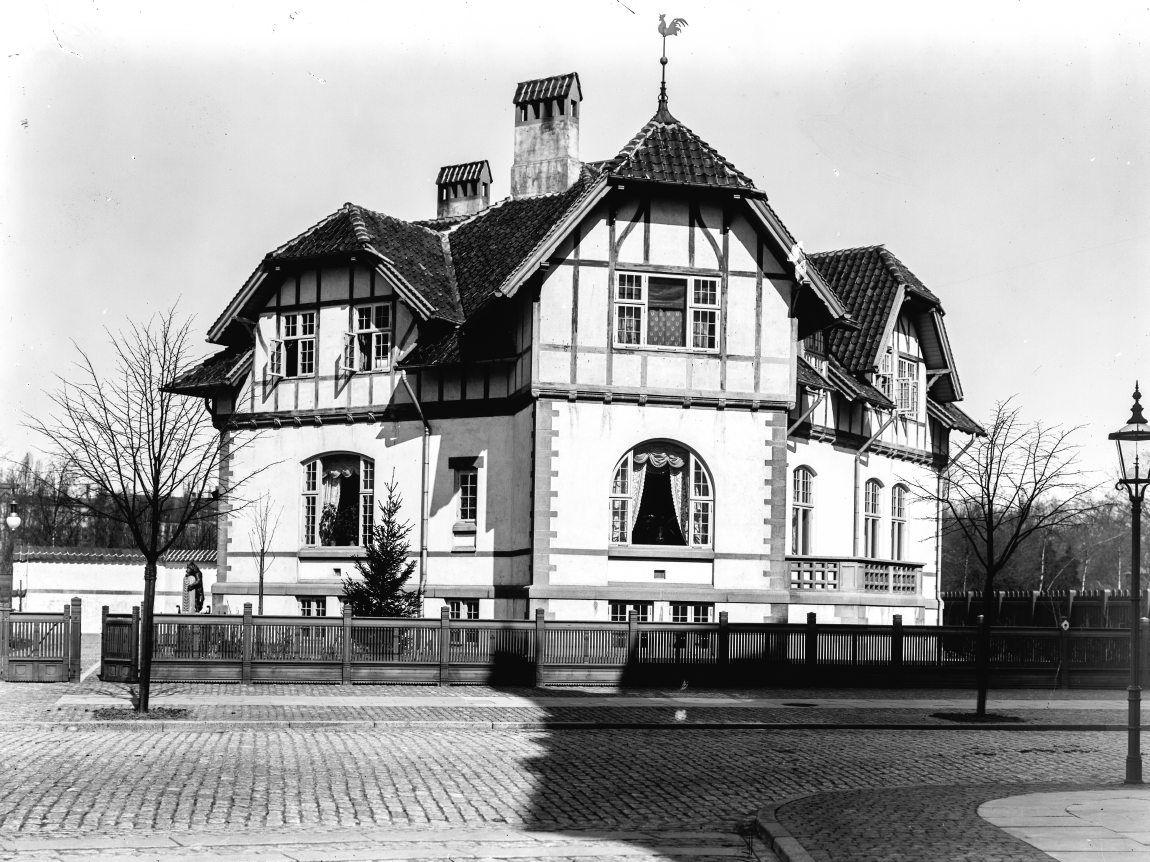
Stockholms Plads 7

### Portréty

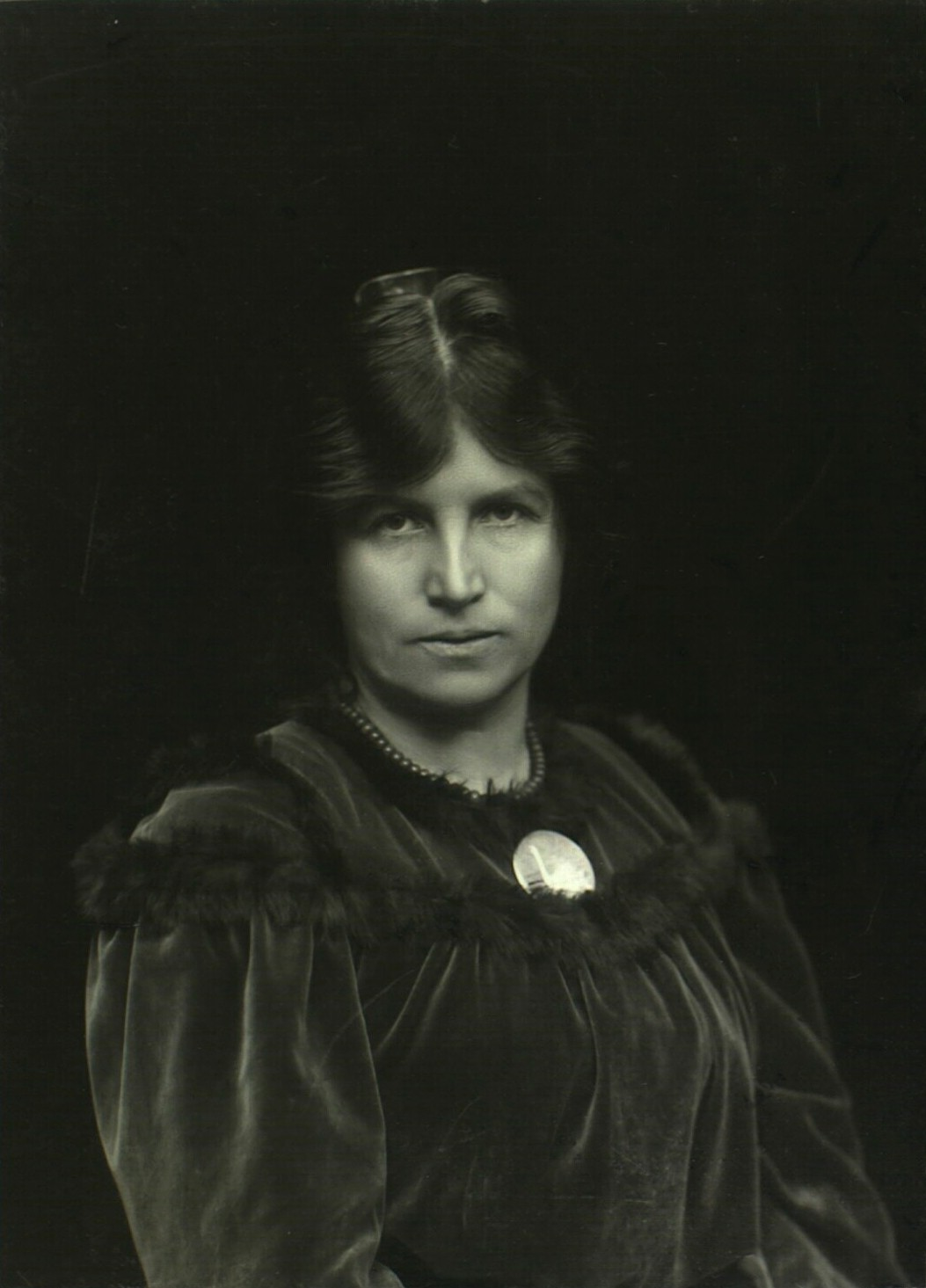
Agnes Slott-Møller
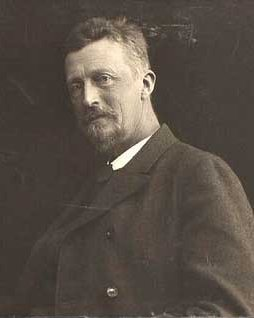
August Jerndorff
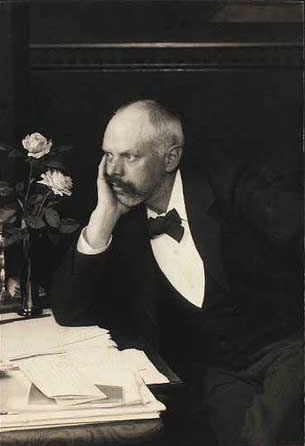
Carl Ewald
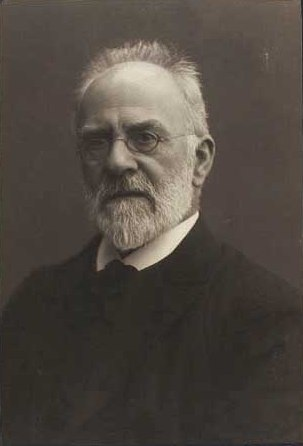
Emil Christian Hansen
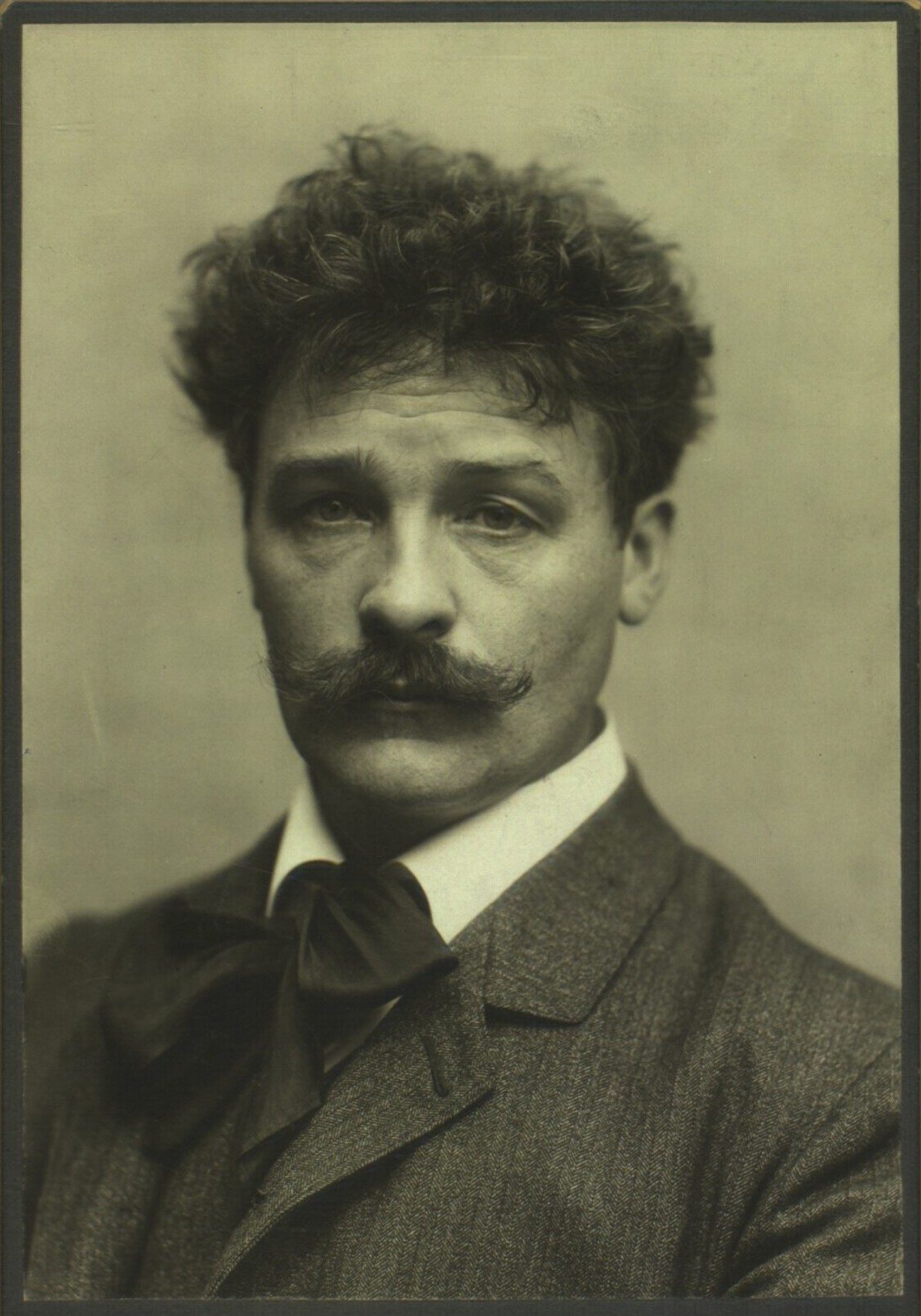
Georg Jensen
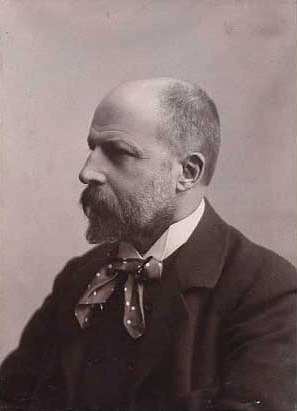
Pietro Krohn
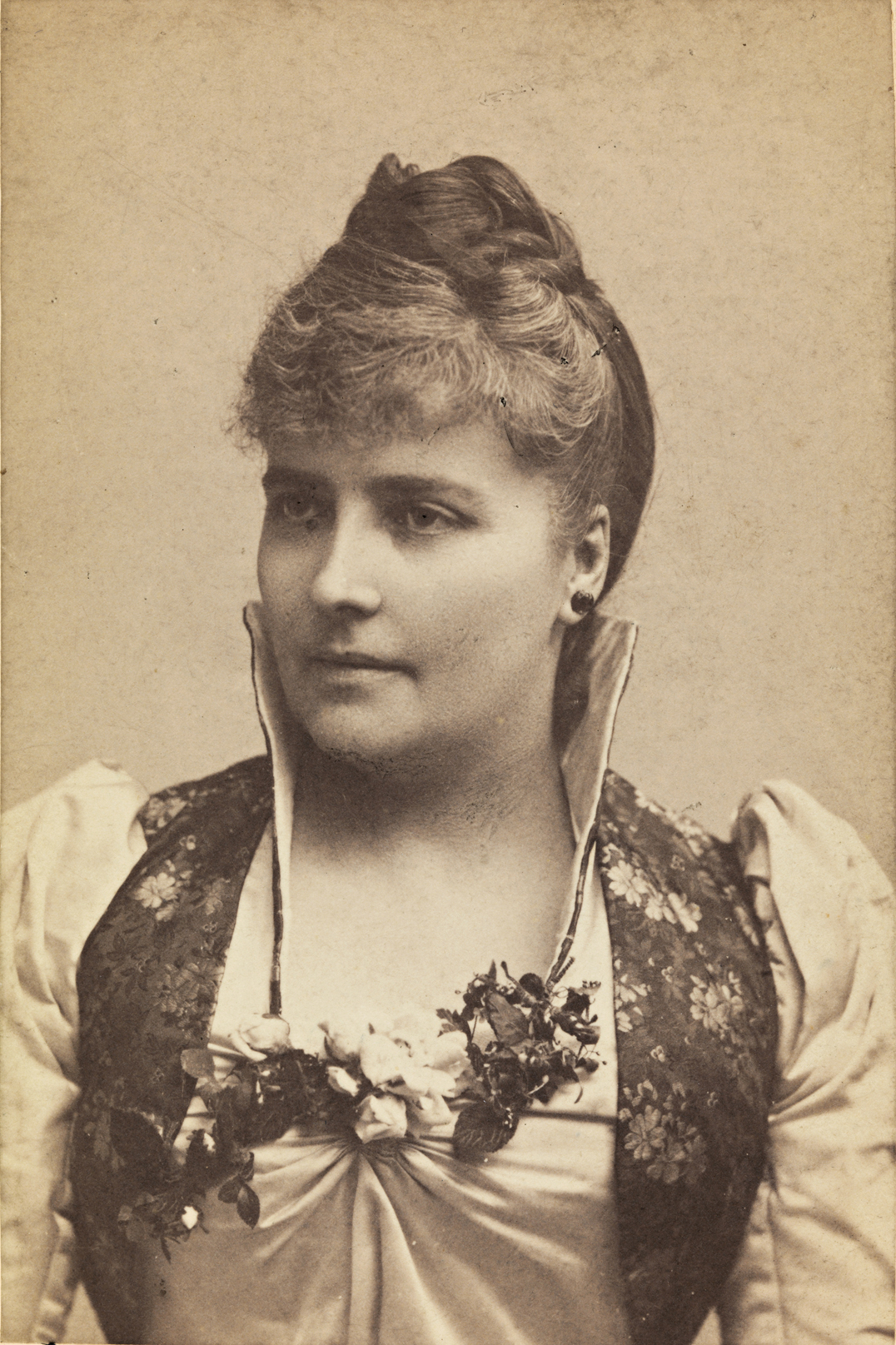
Amalie Skramová
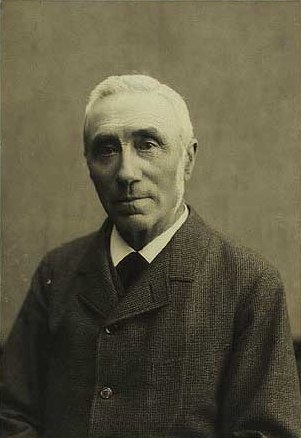
Heinrich Nicolai Valentiner
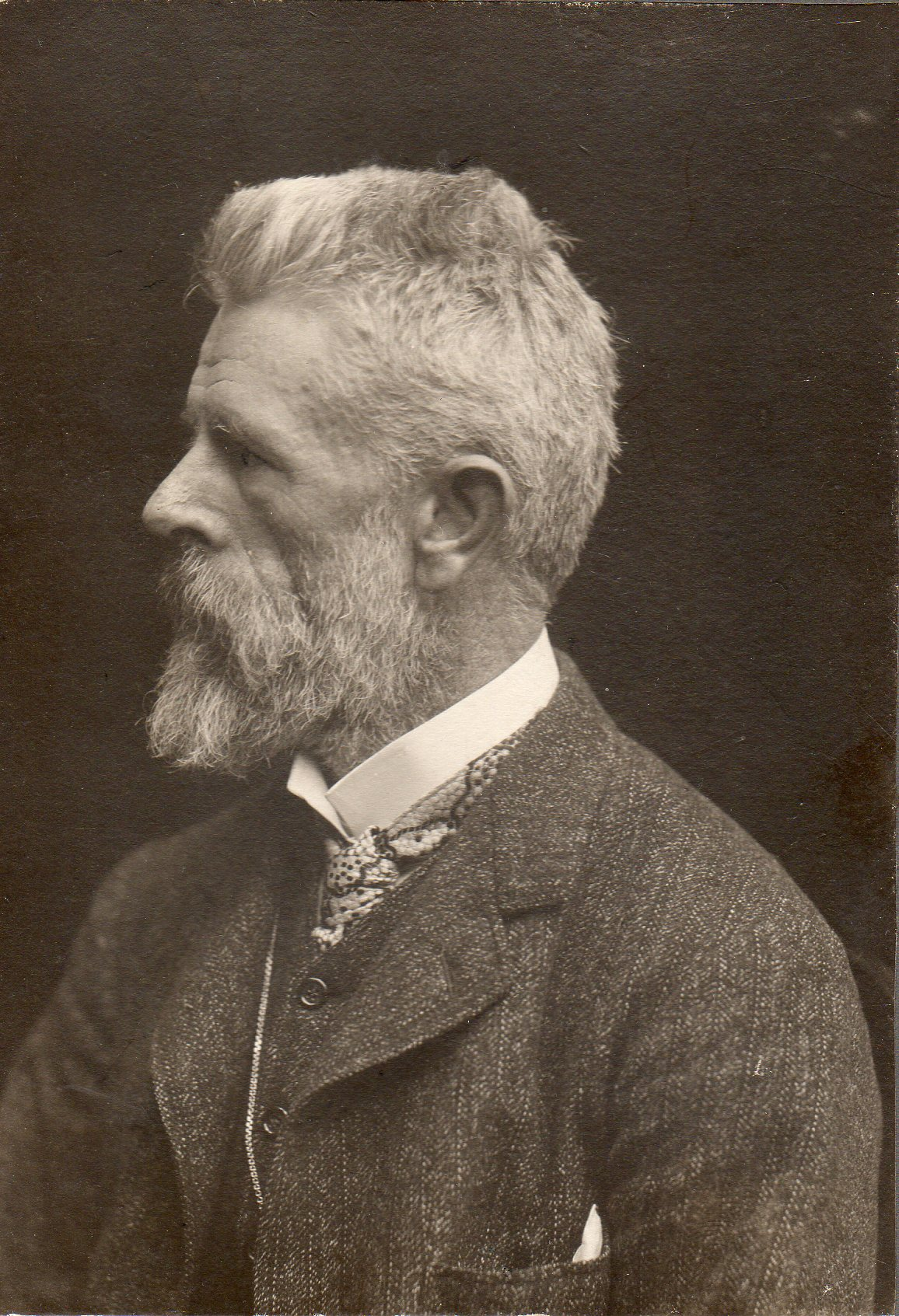
Laurits Tuxen
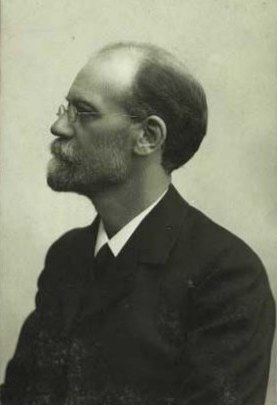
Johan Erik Vesti Boas